# Jos Haeseldonckx
Joseph "Jos" Haeseldonckx (né le 19 juin 1941 à Eindhout,) est un coureur cycliste belge, principalement actif dans les années 1960.

## Biographie
En 1962, Jos Haeseldonckx remporte une étape de l'Olympia's Tour et deux étapes du Tour du Limbourg amateurs. L'année suivante, il s'impose sur l'épreuve Bruxelles-Zepperen. Il brille également avec la sélection belge en terminant deuxième de quatre étapes sur la Course de la Paix. 
Au printemps 1964, il gagne le Tour des Flandres des indépendants ainsi qu'une étape des Quatre Jours de Dunkerque. Il passe professionnel au mois de mai au sein de l'équipe Dr. Mann, avec laquelle il évolue jusqu'en 1968. Durant cette période, il s'illustre principalement dans des kermesses belges en obtenant plusieurs victoires et diverses places d'honneur. Il s'impose par ailleurs sur deux étapes du Tour du Nord.  
En 1969, il intègre la formation Okay Whisky-Diamant-Geens. Il poursuit la compétition avec cette structure en 1970, avant de mettre un terme à sa carrière cycliste.

## Palmarès et résultats

### Palmarès par année
- 1962
  - 5e étape de l'Olympia's Tour
  - 2e et 4e étapes du Tour du Limbourg amateurs
- 1963
  - Bruxelles-Zepperen
  - 3e de Bruxelles-Oetingen
- 1964
  - Tour des Flandres des indépendants
  - 3e étape des Quatre Jours de Dunkerque
  - 5e et 6ea étape du Tour de Belgique indépendants
  - Kessel-Lier
  - Omloop Limburgse Mijnen
  - 1re et 3e étapes du Tour du Nord
- 1965
  - Tour du Brabant
  - 3e du Circuit du Limbourg
  - 3e de Kessel-Lier
- 1966
  - Hulst-Tessenderlo
- 1967
  - 2e du Circuit des régions flamandes
- 1968
  - 2e du Grote Prijs Dr. Eugeen Roggeman

### Résultats sur les grands tours

#### Tour d'Italie
1 participation
- 1966 : abandon